# Station Danescourt
Danescourt is een spoorwegstation van National Rail in Cardiff in Wales. Het station is eigendom van Network Rail en wordt beheerd door Transport for Wales. 

## Afbeeldingen

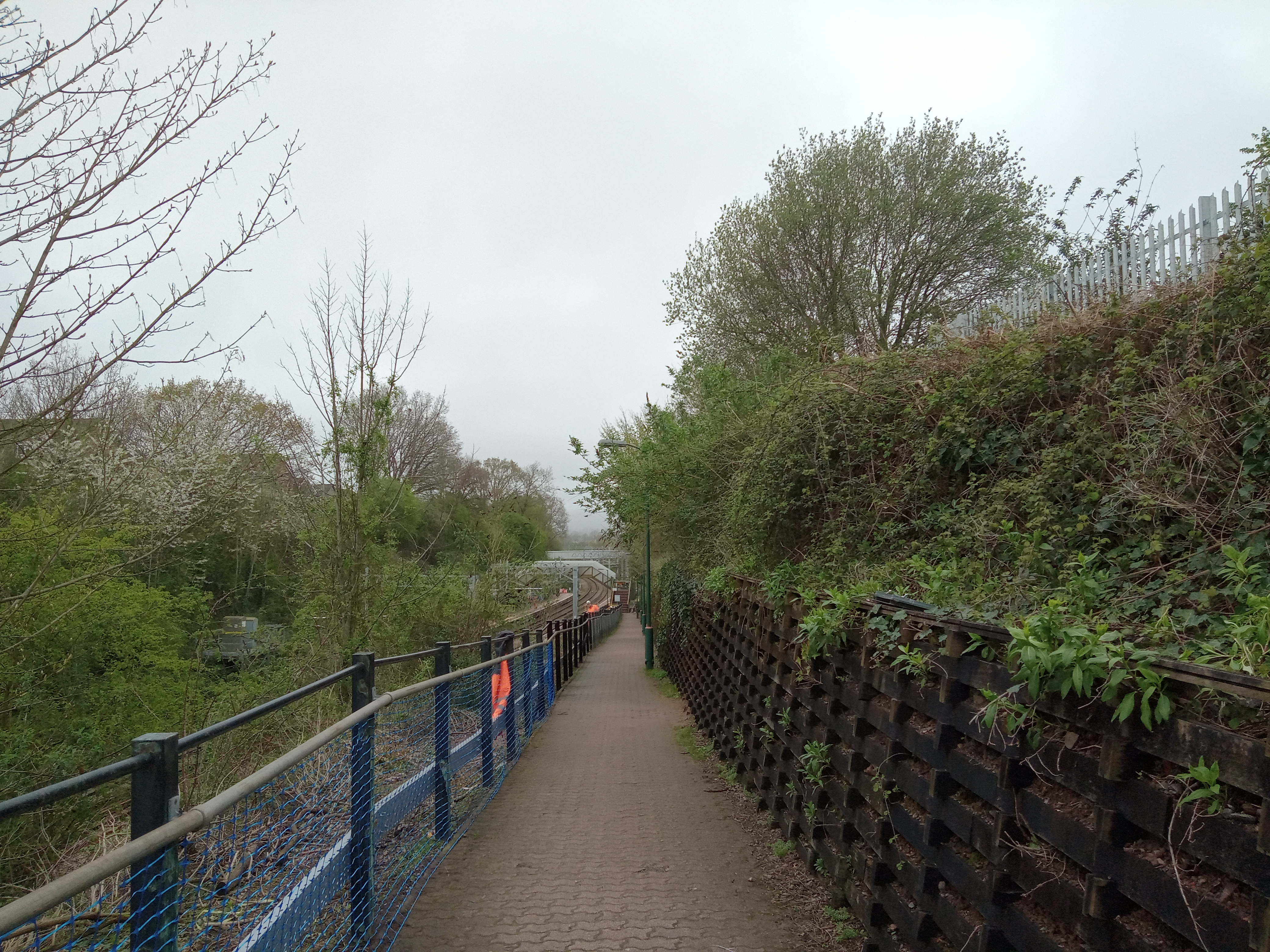
Ingang van het station
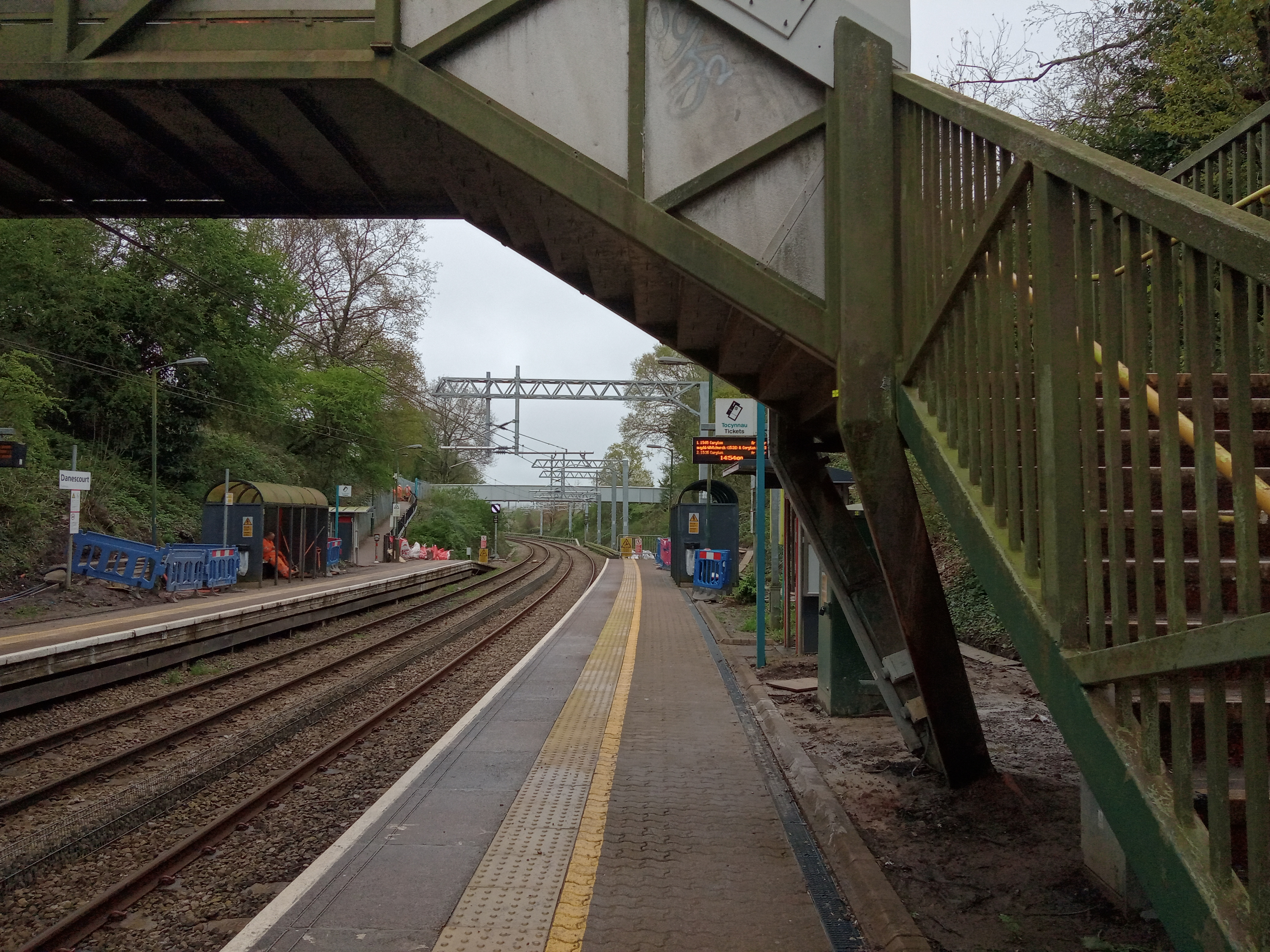
De perrons
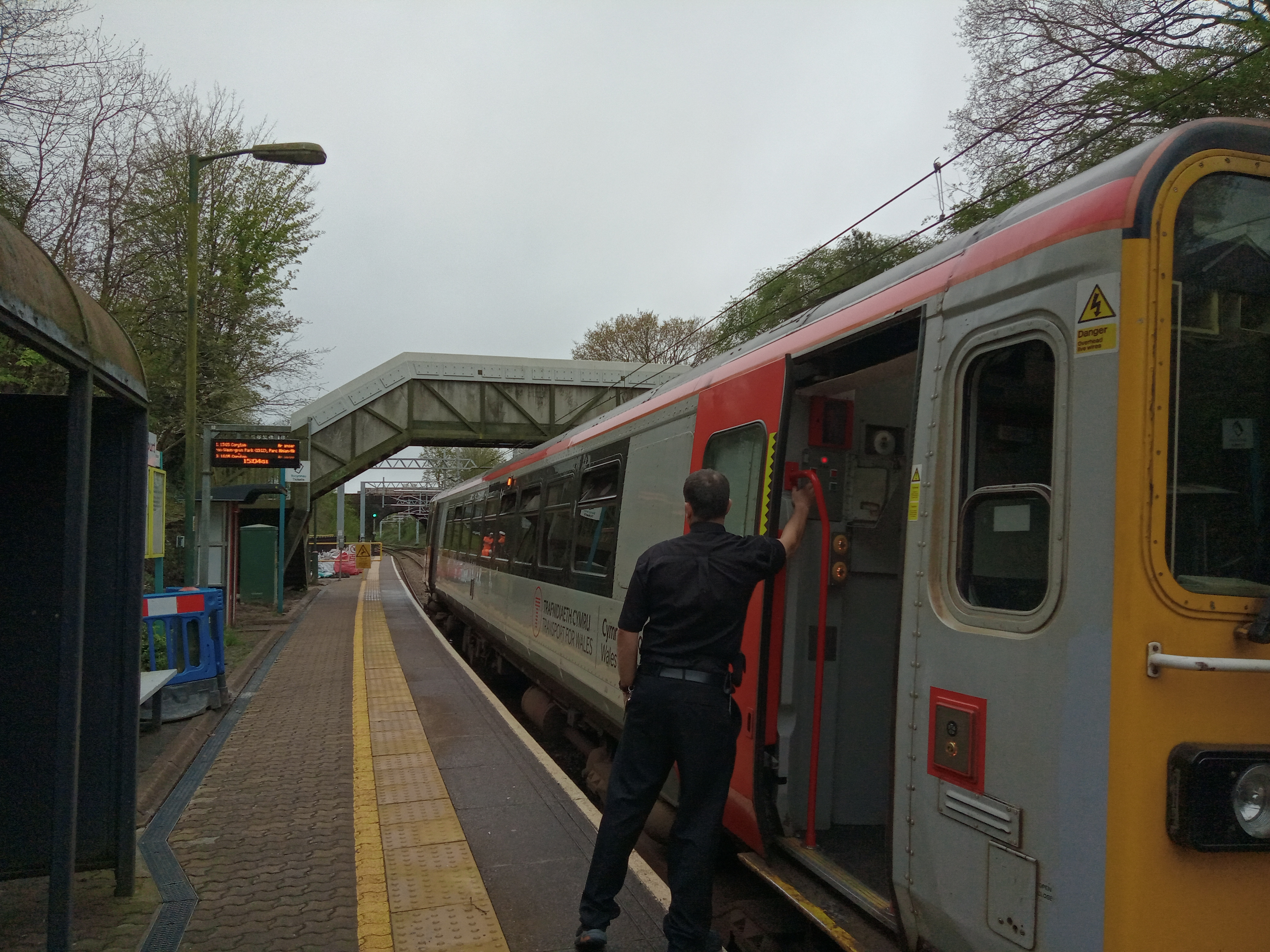
Conducteur staat klaar om de deuren te sluiten
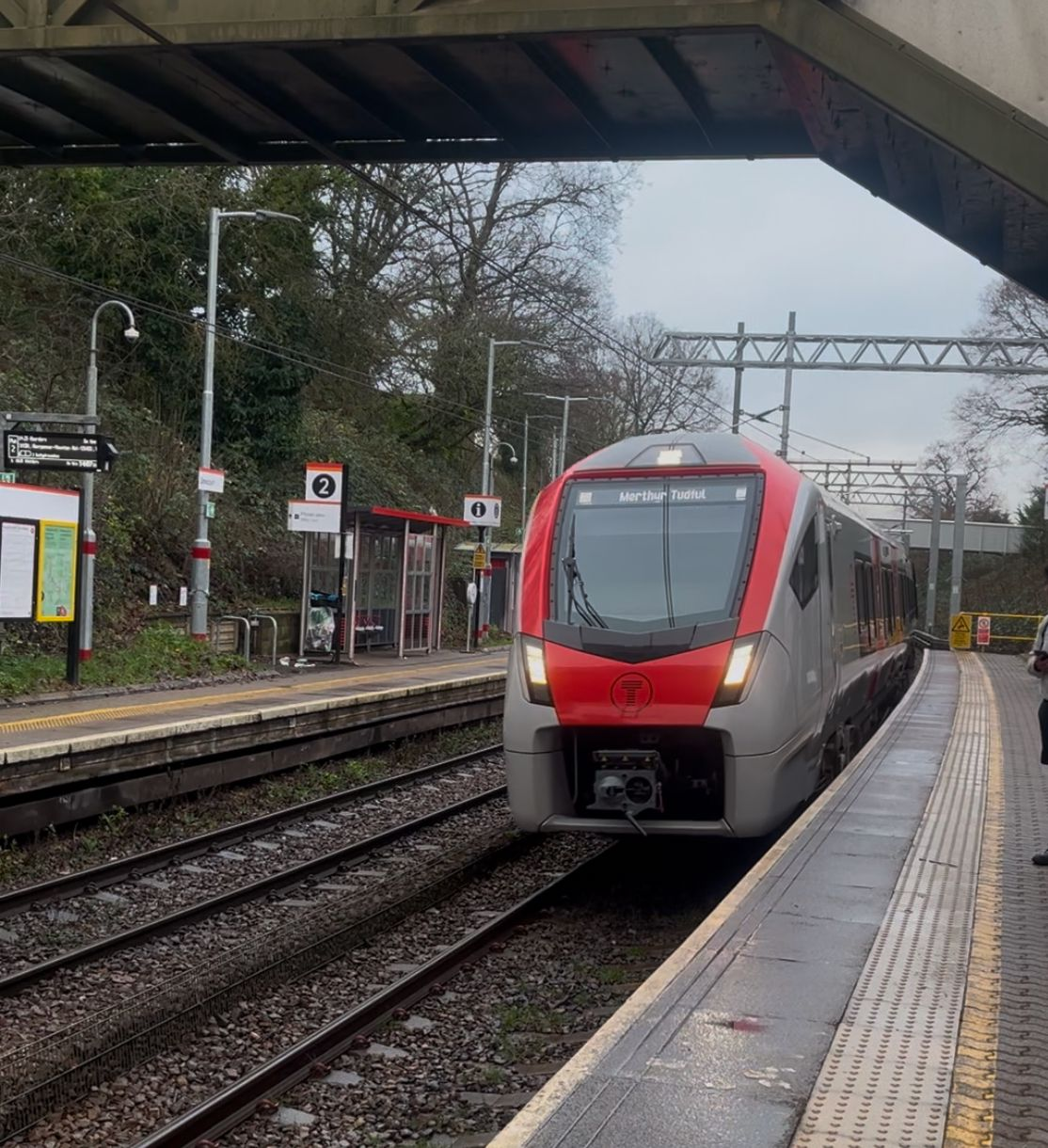
Treinstel class 756, december 2024